# Cuthbert Collingwood (Naturforscher)
Cuthbert Collingwood (* 25. Dezember 1826 in Christchurch, Hampshire; † 20. Oktober 1908 in Lewisham) war ein britischer Naturforscher.

## Leben und Wirken
Cuthbert Collingwood war der fünfte von sechs Söhnen des Architekten und Bauunternehmers Samuel Collingwood aus Wellington Grove in Greenwich und dessen Frau Frances, zweite Tochter des Druckers an der University of Oxford Samuel Collingwood. Er wurde an der King’s College School in London ausgebildet und wurde am 8. April 1845 am Christ Church College in Oxford immatrikuliert. Dort legte Collingwood 1849 seinen Abschluss als BA, 1852 als MA und schließlich 1854 als MB ab. Anschließend studierte er an der University of Edinburgh und der University of Cambridge sowie am Londoner Guy’s Hospital. Außerdem vertiefte er seine medizinischen Kenntnisse in Paris und Wien.
Am 1. November 1853 wurde Collingwood zum Mitglied der Linnean Society of London gewählt, für deren Rat er 1868 tätig war. Von 1858 bis 1866 war Collingwood an der Liverpool Royal Infirmary Dozent für Botanik. Außerdem lehrte er an der Liverpool School of Science und war Arzt am  Northern Hospital in Liverpool. Einige Jahre lang war er Ehrensekretär der Literary and Philosophical Society und veröffentlichte in den Jahren 1861 und 1862 zwei Artikel über Ornithologie in deren Zeitschrift. Außerdem schrieb er über im Fluss Mersey ausgebaggerte Meeresorganismen, über die Vierhändigen („Quadrumana“) sowie über ausgestorbene Tierarten in Lancashire und Cheshire.
Von 1866 bis 1867 diente Collingwood als Arzt und Naturforscher an Bord der HMS Rifleman und der HMS Serpent die das Chinesische Meer erkundeten. Die Ergebnisse seiner Arbeit veröffentlichte er nach seiner Rückkehr in seinem wichtigsten Werk Rambles of a naturalist on the shores and waters of the China Sea.
1869 heiratete er Clara Mowbray († 1871). Das Paar hatte keine Kinder. Von 1901 bis 1907 lebte Collingwood in Paris. Collingwood war Swedenborgianer und schrieb neben seinen etwa 40 naturhistorischen Aufsätzen zahlreiche Artikel über seinen Glauben.

## Schriften (Auswahl)
- Rambles of a naturalist on the shores and waters of the China Sea. Being observations in natural history during a voyage to China, Formosa, Borneo, Singapore, etc., made in Her Majesty's vessels in 1866 and 1867. John Murray, London 1868 (online).
- A Vision of Creation. A Poem. Longmans, Green, & Co., London 1872 (online).
- New Studies in Christian Theology. Being thirty three lectures on the life and teaching of our Lord. Elliot Stock, London 1883 - anonym
- The Bible and the age; or, An elucidation of the principles of a consistent and verifiable interpretation of Scripture. T.F. Unwin, London 1886 (online).